# James Van Der Beek
James William Van Der Beek Jr. (ur. 8 marca 1977 w Cheshire) – amerykański aktor. Odtwórca roli Dawsona Wade’a Leery’ego w serialu dla młodzieży The WB Jezioro marzeń (1998–2003), za którą był nominowany do nagrody Teen Choice Awards.

## Życiorys

### Wczesne lata
Urodził się w Cheshire w stanie Connecticut jako syn Melindy (z domu Weber), właścicielki sali gimnastycznej i byłej tancerki broadwayowskiej, i Jamesa Williama Van Der Beeka Sr., prezesa spółki telefonii komórkowej i byłego zawodowego baseballisty grającego na pozycji miotacza. Jego ojciec był w połowie Holendrem, a w połowie Niemcem. Jego imię oznacza „z potoku” po holendersku. Jego rodzina była pochodzenia holenderskiego, niemieckiego, francuskiego i angielskiego. Wychowywał się z młodszym rodzeństwem – bratem Jaredem (ur. 1979) i siostrą Julianą (ur. 1981). Uczęszczał do Drew University w Madison w New Jersey.
Po tym jak w wieku 13 lat podczas gry w piłkę nożną doznał wstrząsu mózgu, zainteresował się aktorstwem. Jego pierwszą rolą sceniczną był Danny Zuko w szkolnym przedstawieniu Grease.

### Kariera
Kiedy miał 16 lat, wraz z matką wyjechał do Nowego Jorku, aby znaleźć agenta. W 1993 dostał rolę Fergusa w off-broadwayowskiej sztuce Edwarda Albee Finding the Sun w nowojorskim Signature Theatre Company przy Kampo Cultural Center. Rok później grał w musicalu Shenandoah (1994) w Goodspeed Opera House w East Haddam.
Swoją karierę ekranową rozpoczął jako Rick Sanford w komediodramacie Angus (1995) z Kathy Bates, George’a C. Scotta i Chrisa Owena. W 1997 roku powrócił na off-Broadway w widowisku My Marriage to Earnest Borgnine.
W 1998 wygrał casting na tytułową rolę w serialu Jezioro marzeń (Dawson’s Creek), która przyniosła mu dużą popularność. Aby móc się poświęcić tej roli, przerwał studia. W 1999, w przerwie serialu, wystąpił w filmie Luz Blues (Varsity Blues) w roli futbolisty szkolnej drużyny z Teksasu. Później grał także w filmach takich jak Strażnicy Teksasu (Texas Rangers) oraz Żyć szybko, umierać młodo (The Rules of Attraction). Występ cameo zaliczył w parodii Straszny film (Scary Movie). Wystąpił również w teledysku Keshy do piosenki „Blow” jako James Van Der Dush.
W 1998 został wybrany przez magazyn „People” jako jeden z 50. najpiękniejszych ludzi świata.

## Życie prywatne
5 lipca 2003 poślubił aktorkę Heather McComb. W kwietniu 2009 doszło do separacji, rozwód został sfinalizowany 3 czerwca 2010. 1 sierpnia 2010 w Kabbalah Center w Tel Awiwie w Izraelu zawarł związek małżeński z konsultantką biznesową Kimberly Brook, z którą ma sześcioro dzieci. 
31 sierpnia 2023 u Van Der Beeka zdiagnozowano raka jelita grubego; swoją diagnozę podał do publicznej wiadomości dopiero w listopadzie 2024.

## Filmografia

### Filmy fabularne
- 1995: Angus jako Rick Sandford
- 1998: Czas zbiorów (Harvest) jako James Peterson
- 1999: Luz Blues (Varsity Blues) jako Jonathon ‘Mox’ Moxon
- 2000: Straszny film (Scary Movie) jako Dawson Leery
- 2001: Strażnicy Teksasu (Texas Rangers) jako Lincoln Rogers Dunnison
- 2001: Jay i Cichy Bob kontratakują (Jay and Silent Bob Strike Back) – w roli samego siebie
- 2002: Żyć szybko, umierać młodo (The Rules of Attraction) jako Sean Bateman
- 2003: Laputa – podniebny zamek jako Pazu (głos)
- 2006: Mordercza zaraza (The Plague) jako Tom Russel
- 2009 Porwanie w biały dzień (Taken in Broad Daylight, TV) jako Tony Zappa

### Seriale TV
- 1993: Klarysa wyjaśni wszystko (Clarissa Explains It All) jako Paulie
- 1995: As the World Turns jako Stephen Anderson
- 1996: Kosmici w rodzinie (Aliens in the Family) jako Ethan
- 1998-2003: Jezioro marzeń jako Dawson Leery
- 2006: Robot Chicken – głos
- 2007: Zabójcze umysły (Criminal Minds) jako Tobias Hankel/Raphael
- 2007: Brzydula Betty (Ugly Betty) jako Luke Carnes
- 2008: Jak poznałem waszą matkę (How I Met Your Mother) jako Simon
- 2008–2009: Pogoda na miłość (One Tree Hill) jako Adam Reese
- 2009: Bezimienni (The Forgotten) jako Judd Shaw
- 2010: Szpital Miłosierdzia (Mercy) jako dr Joe Briggs
- 2011: Prawo i porządek: Zbrodniczy zamiar (Law & Order: Criminal Intent) jako Rex Tamlyn
- 2011: Franklin & Bash jako Nathan
- 2012: Prawo i porządek: sekcja specjalna (Law & Order: Special Victims Unit) jako Sean Albert
- 2012–2013: Nie zadzieraj z zołzą spod 23 (Don’t Trust the B---- in Apartment 23) – w roli samego siebie
- 2014: Inni mają lepiej (Friends with Better Lives) jako Will Stokes
- 2015–2016: CSI: Cyber jako Elijah Mundo
- 2017: Pokój 104 (Room 104) jako Scott
- 2017: Współczesna rodzina (Modern Family) jako Bo Johnson
- 2018: Pose jako Matt